# Рождество Богородично (Лукоми)
„Рождество Богородично“ (на гръцки: Γέννησης της Θεοτόκου, Γεννήσεως Τῆς Θεοτόκου) е православна църква в населишкото село Лукоми, Егейска Македония, Гърция.

## Местоположение
Църквата е разположена в центъра на селото и е енорийският му храм.

## История
Църквата е построена в 1914 година на мястото на късносредновековен храм. На каменна плоча с релефен кръст пише: „1914 юни 18“. В 1944 година църквата е опожарена от окупационните войски. От старата църква са запазени пет икони, датирани 1809 – на Свети Николай, Свети Харалампий и три други. Сегашната църква е построена в 1952 година. Тържественото откриване на църквата е извършено от митрополит на Антоний Сисанийски и Сятищки на 13 септември 1975 година.